# Зеленченська сільська рада
Зеле́нченська сільська́ ра́да — адміністративно-територіальна одиниця та орган місцевого самоврядування в Дунаєвецькому районі Хмельницької області. Адміністративний центр — село Зеленче.

## Загальні відомості
Зеленченська сільська рада утворена в 1946 році.
- Територія ради: 36,093 км²
- Населення ради: 1 378 осіб (станом на 2001 рік)

## Населені пункти
Сільській раді підпорядковані населені пункти:
- с. Зеленче

## Склад ради
Рада складається з 15 депутатів та голови.
- Голова ради: Мосьондз Надія Володимирівна

### Керівний склад попередніх скликань
| Прізвище, ім'я, по батькові      | Основні відомості                                                         | Дата обрання | Дата звільнення |
| -------------------------------- | ------------------------------------------------------------------------- | ------------ | --------------- |
| Кроліцький Василь Васильович     | Сільський голова, 1960 року народження, безпартійний                      | 26.03.2006   | 31.10.2010      |
| Глуховатий Станіслав Тимофійович | Сільський голова, 1949 року народження, освіта вища, член Партії регіонів | 31.10.2010   | 27.05.2012      |
| Мосьондз Надія Володимирівна     | Сільський голова, 1966 року народження, освіта вища, член Партії регіонів | 27.05.2012   |                 |

Примітка: таблиця складена за даними сайту Верховної Ради України

### Депутати
За результатами місцевих виборів 2010 року депутатами ради стали:

#### За суб'єктами висування
| Суб'єкт висування | Кількість обраних депутатів | %   |
| ----------------- | --------------------------- | --- |
| Самовисування     | 15                          | 100 |

#### За округами
| № округу | Прізвище, ім'я, по батькові   | Дата визнання обраним | Освіта             | Партійна приналежність | Відомості про обраного депутата                                 |
| -------- | ----------------------------- | --------------------- | ------------------ | ---------------------- | --------------------------------------------------------------- |
| 1        | Кузіна Таїсія Дмитрівна       | 01.11.2010            | середня            | позапартійна           | Відділення поштового зв'язку с. Зеленче, листооноша             |
| 2        | Кріль Раїса Вікторівна        | 01.11.2010            | вища               | позапартійна           | Зеленченська сільська рада, касир                               |
| 3        | Коваль Алла Володими          | 01.11.2010            | вища               | позапартійна           | приватний підприємець                                           |
| 4        | Ільчишена Ольга Миколаївна    | 01.11.2010            | середня            | позапартійна           | тимчасово не працює                                             |
| 5        | Маслак Наталія Петрівна       | 01.11.2010            | середня            | позапартійна           | тимчасово не працює                                             |
| 6        | Кріль Олександр Григорович    | 01.11.2010            | середня            | позапартійний          | тимчасово не працює                                             |
| 7        | Мосьондз Надія Володимирівна  | 01.11.2010            | вища               | позапартійна           | Зеленченська сільська рада, секретар                            |
| 8        | Михальський Сергій Михайлович | 01.11.2010            | середня            | позапартійний          | приватний підприємець                                           |
| 9        | Михальські Алла Миколаївна    | 01.11.2010            | вища               | позапартійна           | приватний підприємець                                           |
| 10       | Шульга Олег Дмитрович         | 01.11.2010            | середня спеціальна | позапартійний          | тимчасово не працює                                             |
| 11       | Мельничук Олег Олексійович    | 01.11.2010            | вища               | позапартійний          | Зеленченська загальноосвітня школа І-ІІІ ст., вчитель географії |
| 12       | Прокопова Лариса Дмитрівна    | 01.11.2010            | середня спеціальна | позапартійна           | Зеленченська сільська бібліотека, завідувачка                   |
| 13       | Козак Петро Іванович          | 01.11.2010            | вища               | позапартійний          | фермер                                                          |
| 14       | Боднарчук Михайло Михайлович  | 01.11.2010            | середня            | позапартійний          | КП ЖЕО Дунаєвецької міської ради, водій                         |
| 15       | Боднарчук Лідія Дмитрівна     | 01.11.2010            | середня спеціальна | позапартійна           | приватний підприємець                                           |